# Radikale Venstre (1878)
Det Radikale Venstre, også kaldt Folketingets Venstre, var et politisk parti, der opstod i 1878, og som første gang gik i opløsning i 1884. Den endelige opløsning fandt sted i 1890'erne.

## Baggrund for partiet
Ved valget i 1872 havde Det forenede Venstre fået 53 af Folketingets 102 mandater. 
Fra 1873 voksede modsætningerne i partiet. Den radikale fløj ønskede, at der skulle sættes hårdt mod hårdt overfor de konservative regeringer, mens den moderate fløj ville forhandle. 
I 1873 stemte 17 moderate for finansloven, mens resten af Venstre stemte imod. 
I 1875 sluttede 30 medlemmer af Venstre forlig med regeringen, mens 22 mest radikale venstremænd gik imod. Dette forlig banede vejen for J.B.S. Estrups overtagelse af magten. 
I 1876 fik Det Forenede Venstre 71 mandater. I foråret 1878 blev Christen Berg afsat som finansudvalgets ordfører og samtidigt fjernet fra partiets bestyrelse. Derefter indgik partiets moderate fløj et finanslovsforlig med Estrup, der var konseilspræsident og finansminister. Dette førte til, at Berg og Viggo Hørup forlod partiet.      

## Partiets oprettelse
Efter deres udtræden dannede Berg og Hørup Det Radikale Venstre, der efterhånden voksede til 30 medlemmer, mens de øvrige 40 mere moderate folketingsmedlemmer fra Det Forenede Venstre dannede Det Forhandlende Venstre. I 1880 sluttede Edvard Brandes sig til det radikale parti.  
Partiets synspunkter blev forfægtet af Morgenbladet i København og af De Bergske Blade i provinsen. 

## Valgresultater
Ved valgene fik partiet følgende resultater:
- 3. januar 1879: 35 mandater.
- 24. maj 1881: 29 mandater.
- 26. juli 1881: 31 mandater.
- 25. juni 1884: 46 mandater.
- Januar 1887: Opstillede hos Folketingets og Rigsdagens Venstre
- Januar 1890: ca. 30 mandater.

## Partiets opløsning
I september 1883 bragte Morgenbladet en artikel af Edvard Brandes i anledning af hundredårsfesten for N.F.S. Grundtvigs fødsel. Artiklen fik modsætningerne på bladet og i partiet til at blusse op. I december udtrådte Hørup og Brandes af bladets redaktion, hvorefter Berg selv drev Morgenbladet videre. I september året efter begyndte Hørup og Brandes, at udgive dagbladet Politiken.
I november 1884 blev Det Radikale Venstre delt i Det Europæiske Venstre under ledelse af Hørup og Det Rene Venstre under ledelse af Berg. 
I slutningen af 1886 blev hele Venstre (både de radikale og moderate medlemmer) forenede i Folketingets og Rigsdagens Venstre. Modsætningerne mellem partiets forskellige bestanddele bestod fortsat, og efter få år var partiet igen opløst i stridende fraktioner.  
Omkring 1890 var det radikale parti kortvarigt genforenet, men blev hurtigt delt i sine to fraktioner igen. Efter valget i 1895 indtrådte begge fraktioner i Venstrereformpartiet.